# As Palavras e as Coisas
Palavras e coisas: uma arqueologia das ciências humanas (em francês: Les Mots et les chooses: Une archéologie des sciences humaines) é um livro do filósofo francês Michel Foucault publicado pela primeira vez em 1966. Foucault teria preferido nomear sua obra L'Ordre des Choses (em francês: A Ordem das Coisas), mas mudou o título porque já havia sido usado por duas obras estruturalistas que haviam sido publicadas com muito pouco tempo uma da outra. É um livro de Michel Foucault, originalmente foi publicado como Le Mots et les Choses  pela editora Gallimard. Foi traduzido para o português por Salma Tannus Muchail, em 1981. 
A obra trata basicamente sobre duas teses: que a história, ao menos nos períodos abordados pelo autor, pode ser compreendida como descontínua e que a noção de sujeito enfrenta uma série de problemas. Foi comentado por Piaget no livro Estruturalismo

Listada pelo jornal Le Monde como um dos  Os 100 livros do século XX. 
O autor busca as origens das ciências humanas e, particularmente, mas não exclusivamente, as da psicologia e da sociologia. O livro começa com uma extensa discussão da pintura Las Meninas de Diego Velázquez e seu complexo arranjo de linhas de visão, ocultação e aparência. A partir disso, ele expõe seu argumento central: que todos os períodos da história possuem certas condições subjacentes de verdade que constituíram o que era aceitável, como o discurso científico . Ele afirma que as condições do discurso mudaram ao longo do tempo, de um período epistêmico ao outro. O filósofo demonstra os paralelos ocorridos durante o desenvolvimento de três campos distintos do conhecimento científico: a linguística, a biologia e a economia. 

## Influência
A crítica de Foucault tem sido influente no campo da história cultural .  As diversas mudanças de consciência a que ele se refere nos primeiros capítulos do livro levaram diversos estudiosos, como Theodore Porter,  a esquadrinhar as bases do conhecimento de nossos dias, bem como críticas à projeção de categorias modernas de conhecimento sobre questões que permanecem intrinsecamente ininteligíveis, apesar do conhecimento histórico. 

## Recepção
Publicado no mesmo ano de Teoria da Literatura de Todorov e Crítica e Verdade, Palavras e Coisas de Barthes marcaram a consolidação de Foucault no campo intelectual da França .  Em uma crítica de Jean-Paul Sartre, ele atacou Foucault como "a última barricada da burguesia ". Foucault respondeu: "Pobre burguesia, se precisassem de mim como barricada, já teriam perdido o poder!". Jean Piaget , em seu livro Estruturalismo , comparou a episteme de Foucault à noção de paradigma de Thomas Kuhn. 
A primeira edição esgotou em um mês e nas seis seguintes serão vendidos mais 15.000 exemplares, apesar de ser um texto complexo, de difícil leitura e que, em geral, o tema da história da ciência é tradicionalmente pouco atraente para o público. Seu sucesso inicial está, segundo alguns, na polêmica suscitada pelo anúncio incluído em sua parte final sobre a morte do homem. 

## O conceito de episteme
Em A ordem das coisas: uma arqueologia das ciências humanas, Foucault disse que um período histórico é caracterizado por epistemes — modos de pensar a verdade e o discurso — que são comuns aos campos do conhecimento, e determinam quais temas e linguagens a verdade era possível de ser dita, assim como quais objetos e objetivos cada tipo de conhecimento poderia se encarregar. e quais ideias é aceitável afirmar como verdadeiras. Que as ideias aceitáveis mudam e se desenvolvem ao longo do tempo, manifestadas como mudanças de paradigma do intelectualismo, por exemplo, entre os períodos da Antiguidade Clássica ( séc . tese de que todo período histórico tem pressupostos, formas de pensar que determinaram o que é verdade e o que é aceitável. 
- Sobre a linguagem: da gramática geral à linguística.
- Sobre os organismos vivos: da história natural à biologia.
- Sobre o dinheiro: da ciência da riqueza à economia. [6]

Foucault analisa três epistemes: 
1. A episteme do Renascimento , caracterizada pela parecença e semelhança
2. A episteme da era clássica, caracterizada pela representação e ordenação, identidade e diferença, como categorização e taxonomia.
3. A episteme da Era Moderna, cujo caráter é o tema do livro.  [6]

Na episteme da era clássica, o conceito de Homem ainda não estava definido, mas falado. O homem não estava sujeito a uma consciência epistemológica distinta. 

## Interpretação epistêmica
O livro trata do “status cognitivo das ciências humanas modernas” na produção do conhecimento — as formas de ver que os pesquisadores aplicam a um assunto em exame. A introdução de Foucault às origens epistêmicas das ciências humanas é uma análise forense da pintura Las Meninas ( As damas de companhia , 1656), de Diego Velázquez, como objeto de arte.  

Para as descrições detalhadas, Foucault usa uma linguagem que “não é prescrita nem filtrada pelos vários textos da investigação histórica da arte”. Ignorando o contexto social da pintura do século XVII – o assunto (uma família real); biografia do artista, perspicácia técnica, fontes artísticas e influências estilísticas; e a relação com seus patronos (Rei Filipe IV da Espanha e Rainha Mariana da Áustria ) — Foucault analisa o artifício artístico consciente de Las Meninas como obra de arte, para mostrar a rede de relações visuais complexas que existem entre o pintor, os sujeitos, e o espectador que está vendo a pintura: 
Estamos olhando para um quadro em que o pintor está, por sua vez, olhando para nós. Um mero confronto, olhares se cruzando, olhares diretos se sobrepondo ao se cruzarem. E, no entanto, essa tênue linha de visibilidade recíproca abrange toda uma complexa rede de incertezas, trocas e fintas. O pintor volta os olhos para nós apenas na medida em que por acaso ocupamos a mesma posição que seu tema.  
Como pintura representacional As Meninas é uma nova episteme (modo de pensar) que está no ponto médio entre duas “grandes descontinuidades” do intelectualismo europeu, o clássico e o moderno: “Talvez exista, nesta pintura de Velázquez, a representação, por assim dizer, da representação clássica, e a definição do espaço que ela nos abre. . . a representação libertada, enfim, da relação que a impedia, pode se oferecer como representação, em sua forma pura”.  
Agora ele [Velázquez o pintor] pode ser visto, preso em um momento de quietude, no centro neutro de sua oscilação. Seu torso escuro e seu rosto claro estão a meio caminho entre o visível e o invisível: saindo da tela, além de nossa visão, ele se move em nosso olhar ; mas quando, em um momento, ele der um passo para a direita, afastando-se de nosso olhar, estará exatamente diante da tela que está pintando; ele entrará naquela região onde sua pintura, por um instante negligenciada, se tornará, para ele, mais uma vez visível, livre de sombras e livre de reticências. Como se o pintor não pudesse, ao mesmo tempo, ser visto no quadro em que está representado e também ver aquilo sobre o qual está representando alguma coisa”. 
E conclui com a explicação de Foucault sobre por que ele fez a análise forense:
Procuremos, se pudermos, [representação] a lei previamente existente desse jogo na pintura de As  Meninas... No pensamento clássico, o personagem para quem a representação existe, e que se representa dentro dela, reconhecendo-se, nela, como imagem ou reflexo, aquele que amarra todos os fios entrelaçados da “representação em forma de quadro ou mesa”. ” – ele nunca será encontrado naquela mesa. Antes do final do século XVIII, o homem não existia – assim como a potência da vida, a fecundidade do trabalho ou a densidade histórica da linguagem. Ele é uma criatura bastante recente, que o demiurgo do conhecimento fabricou com suas próprias mãos, há menos de duzentos anos: mas envelheceu tão rapidamente que é muito fácil imaginar que ele esperou por milhares de anos na escuridão para aquele momento de iluminação em que ele finalmente seria conhecido. 

## Influência
A crítica às práticas epistêmicas apresentada em A Ordem das Coisas: Uma Arqueologia das Ciências Humanas ampliou e aprofundou a metodologia de pesquisa da história cultural .  A apresentação e explicação de Foucault sobre as mudanças culturais na consciência sobre os modos de pensar levaram o historiador da ciência Theodore Porter a investigar e examinar as bases contemporâneas para a produção de conhecimento, o que rendeu uma crítica à projeção psicológica do pesquisador científico das categorias modernas de conhecimento sobre pessoas e coisas do passado que permanecem intrinsecamente ininteligíveis, apesar do conhecimento histórico contemporâneo do passado sob exame. 

## Referência
1. ↑  FOUCAULT, Michel (2008) [1966]. «Apresentação (De Borges à episteme da Renascença». Ditos e escritos vol II. II. Traduzido por Elisa Monteiro. Coleção Ditos e Escritos - Volume II Organizador: Manoel Barros da Motta. Paris: Galimard. p. XXIII. ISBN 9788521803669
2. 1 2 3 4 5 6  Chambon, Adrienne (1999). Lendo Foucault para o Serviço Social . Nova York: Columbia University Press . pág. 36-37. ISBN 0-231-10717-X . (em inglês)

Porter, Theodore (1992). A quantificação e o ideal contábil na ciência . Estudos Sociais da Ciência 22: p. 633-651. (em inglês)

Gros, Frédéric(2007). "EU. L'archéologie des sciences humaines». Miguel Foucault. O que você sabe? (em francês)(3ª edição). Paris, França: Presses Universitairesde France (publicado em 1996). ISBN  2-13-054744-3 .

Gros, Frédéric. «« LES MOTS ET LES CHOSES (M. Foucault) »». Encyclopædia Universalis (em francês). Recuperado em 14 de fevereiro de 2019.

Miller, James (1994). A Paixão de Michel Foucault. Nova York: Anchor Books. p.159. (em inglês)

Piaget, Jean (1970). estruturalismo . Nova York: Harper & Row. pág. 132. (em inglês)
3. ↑  Jean Piaget (1970). Struturalism. [S.l.]: Harper&Row. 132 páginas
4. ↑  Caio Augusto T. Souto (16 de julho de 2011). «108Anais do VII Seminário dePós-Graduação em Filosofia-Reflexão sobre As palavras e as coisas de Michel Foucault» (PDF). UFSCAR. Consultado em 16 de julho de 2019
5. ↑  Siqueira, Vinicius (28 de março de 2023). «Episteme - Michel Foucault». Colunas Tortas. Consultado em 15 de agosto de 2023
6. 1 2 3 4 5 6 7 8 9 10 11 12 13  Foucault, Michel. Dits et Écrits I, in Sur la justice populaire, p.1,239.

Foucault, Michel. Dits et Écrits I, in Sur la justice populaire, p. 320.

Foucault, Michel. As palavras e as coisas: Uma arqueologia das ciências humanas. São Paulo: Martins Fontes, 2000. 

Gutting, Gary. Michel Foucault's Archaeology of Scientific Reason. Cambridge University Press, 1989. ISBN 0521366984, p. 139.

Gresle, Yvette. "Foucault's 'Las Meninas' and art-historical methods", Journal of Literary Studies, retrieved 1 December 2008.

Porter, Theodore. “Quantification and the Accounting Ideal in Science” (1992), Social Studies of Science 22(4): pp. 633–651.

Miller, James. The Passion of Michel Foucault (1994) New York: Anchor Books. p. 159.

Piaget, Jean. Structuralism (1968) New York: Harper & Row. p. 132.